# AK Leporis
AK Leporis är en ensam stjärna i mellersta delen av stjärnbilden Haren. Den har en skenbar magnitud av ca 6,14 och är mycket svagt synlig för blotta ögat där ljusföroreningar ej förekommer. Baserat på parallax enligt Gaia Data Release 3 på ca 112,5 mas, beräknas den befinna sig på ett avstånd på ca 29 ljusår (ca 8,9 parsek) från solen. Den rör sig bort från solen med en heliocentrisk radialhastighet på ca 10 km/s. AK Leporis bildar tillsammans med Gamma Leporis en visuell dubbelstjärna med en vinkelseparation av 97 bågsekunder, vilket gör dem svåra att separera med blotta ögat även under bästa ljusförhållandena. Både Gamma Leporis och AK Leporis ingår i Ursa Major Moving Group av stjärnor med gemensam egenrörelse genom rymden.

## Egenskaper
AK Leporis är en orange till gul stjärna i huvudserien av spektralklass K2 V. Den har en massa som är ca 0,8 solmassa, en radie som är ca 0,8 solradie och har ca 0,3 gånger solens utstrålning av energi från dess fotosfär vid en effektiv temperatur av ca 4 900 K.

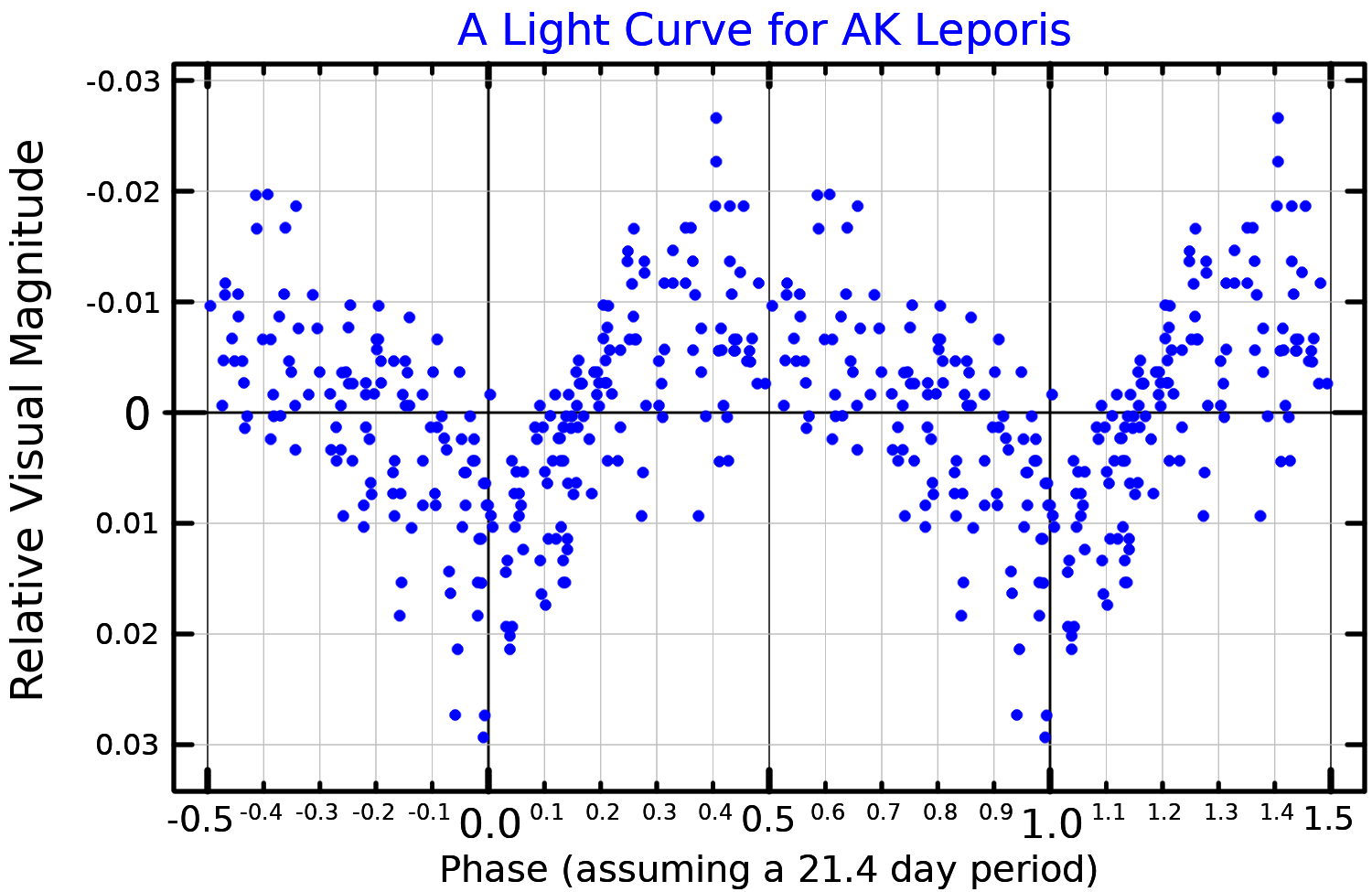
Ljuskurva i synliga ljusbandet för AK Leporis, anpassad från Nitschelmet al. (2000)

AK Leporis är en BY Draconis-variabel som genomgår små variationer i ljusstyrkan på grund av stjärnaktivitet. Differentiell rotation orsakar förändringar i variationens periodicitet beroende på aktivitetens latitud. Röntgenstrålning har observerats från AK Leporis som också ligger vid eller nära en radiokälla.
Infraröd observation av stjärnan visar ett stort överskott vid en våglängd av 24 μm. Detta kan förklaras av närheten av Gamma Leporis till siktlinjen, eller det kan finnas en röd dvärg som följeslagare eller en stoftskiva. Det finns inget överskott observerat vid våglängden 70 μm.